# 최민호 (배드민턴인)
최민호(1980년 6월 27일~)는 대한민국의 배드민턴 선수 출신 배드민턴 지도자이다.